# Đống Đa (quận)
Đống Đa là một quận trung tâm cũ của thành phố Hà Nội, Việt Nam. Là một trong bốn quận nằm ở trung tâm thành phố Hà Nội, về hành chính bao gồm 17 phường trực thuộc, với tổng diện tích là 9,95 km². Tính tới năm 2021, dân số của quận đạt 376.800 người, mật độ dân số trung bình 37,869 người/km², cao gấp 15 lần mật độ dân số chung của toàn thành phố. Quận Đống Đa là nơi tập trung nhiều doanh nghiệp sản xuất quốc doanh và đặc biệt các hệ thống trường đại học lớn như trường Đại học Giao thông vận tải, trường Đại học Ngoại Thương, trường Đại học Thủy lợi Hà Nội, trường Đại học Y Hà Nội, Đại học Luật Hà Nội... Quận Đống Đa là một trong những khu vực của thành phố Hà Nội có số di tích nhiều và mang giá trị cao, tiêu biểu là khu di tích Văn Miếu - Quốc Tử Giám được xây dựng từ năm 1070 dưới triều vua Lý Thánh Tông và trở thành trường Đại học đầu tiên của Việt Nam

## Lịch sử
Quận Đống Đa là một phần đất của Kinh thành Thăng Long. Thời nhà Hán là đất huyện Long Biên thuộc quận Giao Chỉ; sau này đổi tên thành Tống Bình, trung tâm chính trị thời đó. Tới thế kỷ 11, sau khi lên ngôi ở Hoa Lư, Lý Thái Tổ quyết định dời đô về Đại La, đổi tên thành Thăng Long, phần lớn quận Đống Đa ngày nay nay nằm ở khu vực "Thăng Long ngoại thành". Cả 2 khu vực đó gọi là Ứng Thiên, đến năm 1014 lại đổi thành Nam Kinh.
Sang thời Trần, năm 1230, được chia thành 61 phường. Đời Hồ, Thăng Long được gọi là Đông Đô, sau đó nhà Minh đổi thành Đông Quan. Sau khi chiến thắng quân Minh xâm lược, Lê Thái Tổ đổi thành Đông Kinh.

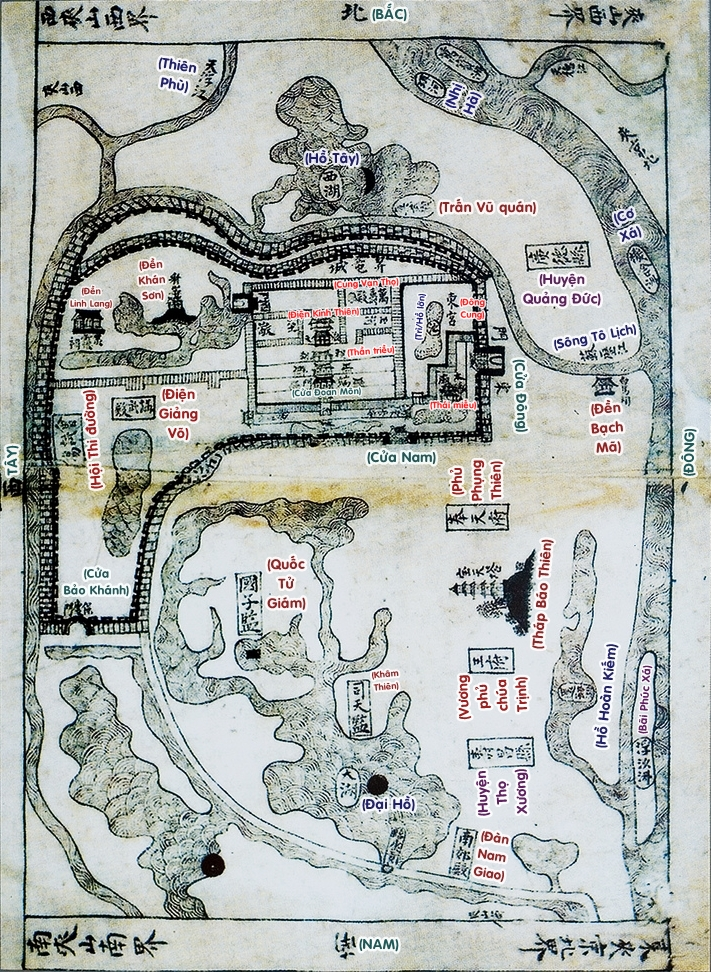
Bản đồ kinh thành Thăng Long (1490)

Năm 1466, Lê Thánh Tông đổi thành Trung Đô. Năm 1469, lại đổi thành phủ Phụng Thiên. Khu vực dân cư được chia thành 2 huyện Vĩnh Xương và Quảng Đức, mỗi huyện 18 phường. Theo Nguyễn Vinh Phúc và Trần Huy Bá thì trong số 36 phường đó, quận Đống Đa nay gồm phần đất của các phường: Vĩnh Xương (khu vực phố Nguyễn Khuyến), Bích Câu (khu vực Cát Linh - Văn Miếu), Thịnh Quang (Thịnh Quang - Tôn Đức Thắng), Xã Đàn (khu vực Xã Đàn - Khâm Thiên), Đông Tác (khu vực ngõ chợ Khâm Thiên - Trung Tự), Kim Hoa (khu vực Kim Liên - Trung Tự). Sang thời Tây Sơn, Quang Trung đổi tên Thăng Long thành "Bắc Thành".
Sang thời Nguyễn, năm Gia Long thứ 4 (1805), đặt Tổng trấn Bắc Thành, đổi tên huyện Vĩnh Xương thành Thọ Xương, huyện Quảng Đức thành huyện Vĩnh Thuận, phủ Phụng Thiên thành phủ Hoài Đức. Năm Minh Mạng thứ 12 (1831), nhà vua tiến hành một đợt cải cách hành chính lớn nhất kể từ khi ra đời chế độ phong kiến Việt Nam, xóa bỏ Bắc thành và lập tỉnh Hà Nội. Phần đất của quận Đống Đa vẫn nằm trên đất 2 huyện Thọ Xương và Vĩnh Thuận. Theo sách Đại Nam nhất thống chí, tập III thì cuối thế kỷ XIX, huyện Thọ Xương có 8 tổng, 115 thôn, trang trại. Theo sách "Tên làng xã Việt Nam" thì đầu thế kỷ XIX, quận Đống Đa nằm trên địa phận các huyện: Thọ Xương, Vĩnh Thuận.

Bản đồ Hà Nội năm 1891

Sau khi chiếm được Hà Nội, thực dân Pháp đã cho phá dỡ nhiều phần của Hà Nội xưa, đồng thời quy hoạch xây dựng một đô thị mới theo kiểu Tây phương. Ngày 19 tháng 7 năm 1888, Tổng thống Pháp đã ký sắc lệnh thành lập thành phố Hà Nội. Hà Nội lúc này chỉ gồm các khu phố nội thành được chia thành 63 phường có diện tích 3 km² với số dân khoảng 270.000 người. Phạm vi thành phố bó hẹp nằm trong khu vực thành Đại La mở rộng thời nhà Mạc. 3 phủ Hoài Đức, Thường Tín, Ứng Hòa thuộc về tỉnh Hà Đông. Phủ Lý Nhân tách ra tạo thành tỉnh Hà Nam. Một thời gian ngắn sau, khu vực phía Tây vườn bách thảo và khu vực tương ứng với các quận Đống Đa, Tây Hồ ngày nay được tách ra thành huyện Hoàn Long, trực thuộc tỉnh Hà Đông, đến những năm 1940 thì sáp nhập trở lại. Năm 1942, Pháp thành lập "Đại lý đặc biệt Hà Nội" gồm huyện Hoàn Long và 22 xã thuộc phủ Hoài Đức, được chia thành 8 tổng, 60 xã. Đống Đa tương ứng với hộ thứ 3 (3C quartier) trong 8 hộ ở nội thành Hà Nội.

Bản đồ khu vực nội thành (phố cổ) Hà Nội trước năm 1954

Sau Cách mạng Tháng Tám, Hà Nội trở về với vai trò là Thủ đô. Lúc này, Thủ đô Hà Nội gồm 5 khu nội thành và 120 xã ngoại thành. Ngày 14 tháng 5 năm 1946, Bộ trưởng Bộ Nội vụ duyệt y chia thành phố Hà Nội ra làm 17 khu, mỗi khu có tên riêng: Khu Trúc Bạch, khu Đồng Xuân, khu Thăng Long, khu Đông Thành, khu Đông Kinh Nghĩa Thục, khu Hoàn Kiếm, khu Văn Miếu, khu Quán Sứ, khu Đại Học, khu Bảy Mẫu, khu Chợ Hôm, khu Lò Đúc, khu Hồng Hà, khu Long Biên, khu Đồng Nhân, khu Vạn Thái và khu Bạch Mai. Ngày 26 tháng 5 năm 1946, Bộ trưởng Bộ Nội vụ duyệt y chia ngoại thành Hà Nội ra làm 5 khu, mỗi khu có tên riêng: Khu Lãng Bạc, khu Đại La, khu Đống Đa, khu Đề Thám, và khu Mê Linh. Một bộ phận lớn các phường của quận Đống Đa thuộc khu Đống Đa.
Tháng 11 năm 1946, thực hiện chủ trương của Trung ương, chiến khu XI (tức Hà Nội) được thành lập. Để chỉ đạo việc bố trí lực lượng kháng chiến, nội thành Hà Nội chia thành 3 liên khu. Khu vực Đống Đa nay nằm trên địa bàn Liên khu 3 nội thành. Từ cuối năm 1947, địa phận Liên khu 3 - Đống Đa được đổi thành quận 5. Vùng đất Đống Đa bao gồm 5 quận và 1 phần huyện Thanh Trì. Tháng 5 năm 1948, Hà Nội hợp nhất với tỉnh Hà Đông thành tỉnh Lưỡng Hà. Khu vực ngoại thành Hà Nội được chia làm 2 huyện Trấn Tây và Trấn Nam, lấy đường số 6 làm ranh giới.
Ngày 1 tháng 10 năm 1948, Trung ương Đảng ra chỉ thị tách Hà Nội ra khỏi Lưỡng Hà, chia thành 2 tỉnh cũ là Hà Nội và Hà Đông. Đến tháng 2 năm 1949, Hà Nội chia lại các đơn vị hành chính sau khi cơ sở kháng chiến được hình thành rộng khắp ở nội thành. Hai huyện Trấn Tây và Trấn Nam được chia thành 2 quận 4 và 6. Ở nội thành chia làm 2 Liên khu 1 và 2. Đến ngày 13 tháng 6 năm 1949, Nghị quyết số 142-NQ/KC-Hà Nội của Ủy ban Kháng chiến Hành chính Hà Nội chia nội thành Hà Nội làm 2 quận, lấy tên là Quận 1, Quận 2 và chia ngoại thành Hà Nội làm 3 quận, lấy tên là Quận 4, Quận 5, Quận 6. Đống Đa lúc này chủ yếu thuộc đất của quận 2 và quận 5.
Sau khi Thủ đô được giải phóng, Ủy ban hành chính Thành phố chia Hà Nội thành 4 quận nội thành gồm 36 khu, 4 quận ngoại thành gồm 46 xã. Đống Đa khi đó nằm trên đất quận 3 (nội thành) và 3 quận ngoại thành là Khâm Thiên (quận 4), Từ Liêm (quận 6) và Thanh Trì (quận 7). Tháng 11 năm 1957, sau bầu cử HĐND Thành phố khóa I, Hà Nội được chia thành 8 quận, Đống Đa gồm phần đất của quận 1 (khu vực ga Hàng Cỏ), quận 3 (khu vực Văn Miếu), quận 4 (khu vực Ô Chợ Dừa), quận 6 (Hào Nam, Thái Thịnh) và quận 7 (xã Phương Liên). Tháng 3/1958, 4 quận nội thành lại được thay thế bằng 12 khu phố, trong đó có các khu Văn Miếu, Bạch Mai, Bẩy Mẫu, Ô Chợ Dừa thuộc quận Đống Đa. Năm 1959, 12 khu phố nội thành lại được chia thành 8 khu phố, trong đó Đống Đa gồm phần đất của các khu Đống Đa, Bạch Mai, Hàng Cỏ.
Ngày 20 tháng 4 năm 1961, Quốc hội khóa II kỳ họp thứ 2 phê chuẩn việc mở rộng Thành phố Hà Nội. Ngày 31 tháng 5 năm 1961, Chính phủ ra Quyết định 78/CP chia Hà Nội thành 4 khu phố và 4 huyện, Đống Đa được nhập thêm một số làng xã của huyện Thanh Trì (như Kim Liên, Phương Liệt) với diện tích 11,75km2, trở thành khu phố rộng nhất của nội thành, dân số 92.100 người. Ngày 21 tháng 12 năm 1974, HĐND Thành phố quyết định thành lập các tiểu khu. Đống Đa gồm 48 tiểu khu, trong đó có tiểu khu Yên Lãng từ huyện Từ Liêm về. Tháng 12 năm 1978, HĐND Thành phố quyết định sắp xếp lại các tiểu khu. Đống Đa còn 28 tiểu khu, đến năm 1980 số tiểu khu chỉ còn 24. Sau kỳ họp khóa 8 HĐND bàn việc phân cấp quản lý, ngày 10 tháng 6 năm 1981 cấp hành chính khu phố đổi là quận, tiểu khu chuyển thành phường; theo đó quận Đống Đa có 24 phường: Cát Linh, Hàng Bột, Khâm Thiên, Khương Thượng, Kim Liên, Láng Hạ, Láng Thượng, Nam Đồng, Nguyễn Trãi, Ô Chợ Dừa, Phương Liên, Phương Liệt, Phương Mai, Quang Trung, Quốc Tử Giám, Thanh Xuân, Thịnh Quang, Thổ Quan, Thượng Đình, Trung Liệt, Trung Phụng, Trung Tự, Văn Chương, Văn Miếu.
Ngày 13 tháng 7 năm 1982, kỳ họp thứ 6 HĐND Thành phố khóa 8 đề nghị Quốc hội phê chuẩn lập 2 phường mới là Kim Giang (tách ra từ xã Đại Kim thuộc huyện Thanh Trì) và Thanh Xuân Bắc (trên cơ sở điều chỉnh một phần diện tích tự nhiên và nhân khẩu của các xã Nhân Chính và Trung Văn thuộc huyện Từ Liêm; điều chỉnh một phần diện tích tự nhiên và nhân khẩu của xã Tân Triều thuộc huyện Thanh Trì). Đến đây, quận Đống Đa gồm 26 phường: Cát Linh, Hàng Bột, Khâm Thiên, Khương Thượng, Kim Giang, Kim Liên, Láng Hạ, Láng Thượng, Nam Đồng, Nguyễn Trãi, Ô Chợ Dừa, Phương Liên, Phương Liệt, Phương Mai, Quang Trung, Quốc Tử Giám, Thanh Xuân, Thanh Xuân Bắc, Thịnh Quang, Thổ Quan, Thượng Đình, Trung Liệt, Trung Phụng, Trung Tự, Văn Chương, Văn Miếu với số dân là 344.558 người, nằm trên diện tích gần 16km2. Thực hiện Nghị định số 74/CP ngày 22/11/1996 của Chính phủ về việc thành lập quận Thanh Xuân, theo đó quận Đống Đa chuyển 5 phường Thanh Xuân Bắc, Thanh Xuân, Thượng Đình, Kim Giang, Phương Liệt và một phần của 2 phường Nguyễn Trãi, Khương Thượng chuyển sang trực thuộc quận Thanh Xuân, đổi tên phần còn lại của phường Nguyễn Trãi thành phường Ngã Tư Sở. Lúc này quận Đống Đa có 21 phường.
Từ ngày 1 tháng 1 năm 2025, sáp nhập phường Trung Phụng vào phường Khâm Thiên; sáp nhập phường Phương Liên và một phần phường Trung Tự thành phường Phương Liên – Trung Tự; sáp nhập phần còn lại của phường Trung Tự vào phường Kim Liên; sáp nhập phường Văn Miếu và phường Quốc Tử Giám thành phường Văn Miếu – Quốc Tử Giám; giải thể phường Ngã Tư Sở, địa bàn sáp nhập vào các phường Khương Thượng và Thịnh Quang. Từ đó, quận Đống Đa có 17 phường, giữ ổn định đến nay.
Từ ngày 1 tháng 7 năm 2025, theo Nghị quyết của quốc hội không tổ chức cấp huyện, sáp nhập cấp xã và xây dựng mô hình tổ chức chính quyền địa phương 2 cấp. Quận Đống Đa được chia làm 5 phường:
1. Phường Đống Đa trên cơ sở nhập toàn bộ diện tích tự nhiên và dân số của phường Thịnh Quang (quận Đống Đa); phần lớn diện tích tự nhiên và dân số của các phường: Trung Liệt, Quang Trung (quận Đống Đa); một phần diện tích tự nhiên và dân số của các phường: Láng Hạ, Ô Chợ Dừa, Nam Đồng (quận Đống Đa).
- Diện tích tự nhiên: 2,08km2.
- Quy mô dân số: 81.709 người.
2. Phường Kim Liên trên cơ sở nhập toàn bộ diện tích tự nhiên và dân số của các phường: Kim Liên, Khương Thượng (quận Đống Đa); phần lớn diện tích tự nhiên và dân số của các phường: Phương Mai, Phương Liên - Trung Tự, Quang Trung (quận Đống Đa); một phần diện tích tự nhiên và dân số của các phường: Nam Đồng, Trung Liệt (quận Đống Đa).
- Diện tích tự nhiên: 2,43km2
- Quy mô dân số: 95.592 người
3. Phường Văn Miếu - Quốc Tử Giám trên cơ sở nhập toàn bộ diện tích tự nhiên và dân số của các phường: Khâm Thiên, Văn Chương, Thổ Quan (quận Đống Đa); phần lớn diện tích tự nhiên và dân số của các phường: Văn Miếu - Quốc Tử Giám (quận Đống Đa); một phần diện tích tự nhiên và dân số của các phường: Hàng Bột, Nam Đồng, Phương Liên - Trung Tự (quận Đống Đa), Điện Biên (quận Ba Đình), Cửa Nam (quận Hoàn Kiếm), Nguyễn Du, Lê Đại Hành (quận Hai Bà Trưng).
- Diện tích tự nhiên: 1,92km2.
- Quy mô dân số: 75.009 người
4. Phường Láng trên cơ sở nhập toàn bộ diện tích tự nhiên và dân số của phường Láng Thượng (quận Đống Đa); phần lớn diện tích tự nhiên và dân số của phường Láng Hạ (quận Đống Đa); một phần diện tích tự nhiên và dân số của phường Ngọc Khánh (quận Ba Đình).
- Diện tích tự nhiên: 1,85km2
- Quy mô dân số: 74.570 người
5.. Phường Ô Chợ Dừa trên cơ sở nhập phần lớn diện tích tự nhiên và dân số của các phường: Ô Chợ Dừa, Hàng Bột, Cát Linh (quận Đống Đa); một phần diện tích tự nhiên và dân số của các phường: Văn Miếu - Quốc Tử Giám, Trung Liệt (quận Đống Đa), Thành Công, Điện Biên (quận Ba Đình).
- Diện tích tự nhiên: 1,82km2.
- Quy mô dân số chính: 72.586 người.

## Địa lý

### Vị trí, địa hình
Địa hình quận Đống Đa tương đối bằng phẳng. Phía đông có một vài gò nhỏ, trong đó có gò Đống Đa.
Quận Đống Đa nằm ở trung tâm thành phố Hà Nội,  có vị trí địa lý:
- Phía bắc giáp quận Ba Đình với ranh giới là các phố Nguyễn Thái Học, Giảng Võ, Láng Hạ, Huỳnh Thúc Kháng, Nguyên Hồng, Đê La Thành
- Phía đông bắc giáp quận Hoàn Kiếm với ranh giới là phố Lê Duẩn
- Phía đông giáp quận Hai Bà Trưng với ranh giới là phố Lê Duẩn, đường Giải Phóng và phố Vọng
- Phía nam giáp quận Thanh Xuân với ranh giới là đường Trường Chinh, đường Nguyễn Trãi và sông Tô Lịch
- Phía tây giáp quận Cầu Giấy với ranh giới là sông Tô Lịch.[16]

### Thủy văn

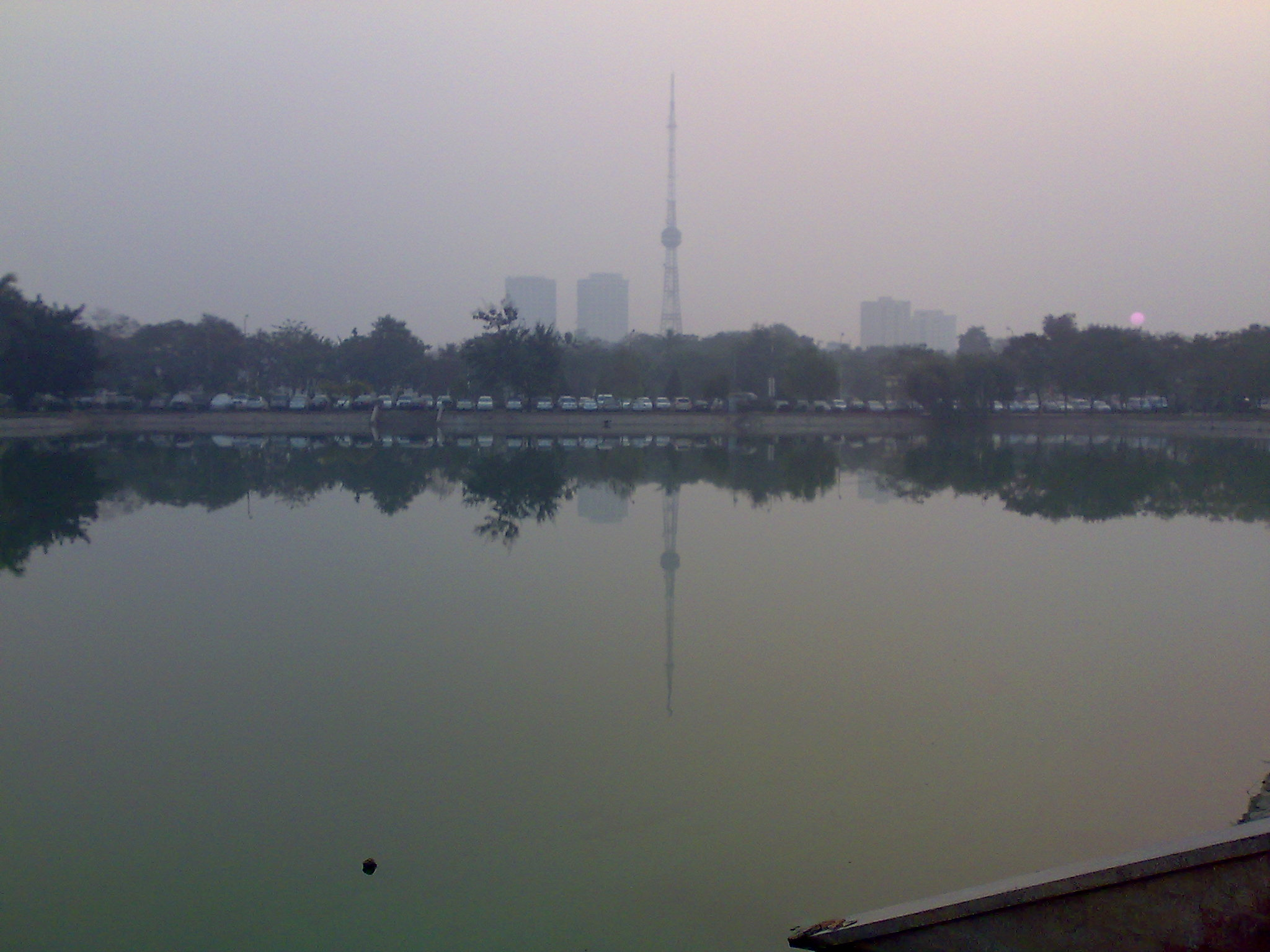
Hồ Ba Mẫu

Quận có sông Tô Lịch chảy theo đường viền địa giới rồi tách thành 2 sông Sét và sông Lừ. Trước có nhiều ao, đầm nhưng cùng với quá trình đô thị hóa đã bị lấp. Nhiều hồ trong quận đang bị thu hẹp do san lấp. Trên địa bàn quận Đống Đa có 15 ao, hồ, bao gồm hồ Ba Mẫu, hồ Kim Liên lớn, hồ Kim Liên nhỏ, hồ Đống Đa, hồ Hào Nam, hồ Hố Mẻ, hồ Văn Chương, hồ Linh Quang, hồ Nam Đồng, hồ Giám, hồ Láng Thượng, hồ Bán Nguyệt, hồ Vuông, ao Phủ và ao Đình Khương Thượng.

## Tổ chức hành chính và chính quyền

### Tổ chức hành chính
Quận Đống Đa có 17 đơn vị hành chính cấp phường trực thuộc, bao gồm 17 phường:
| Tên           | Diện tích (km²) | Dân số (người)2022 | Mật độ dân số (người/km²) |
| ------------- | --------------- | ------------------ | ------------------------- |
| Phường (17)   |                 |                    |                           |
| Cát Linh      | 0,36            | 11.064             | 30.733                    |
| Hàng Bột      | 0,31            | 18.527             | 59.765                    |
| Khâm Thiên    | 0,42            | 22.201             | 52.860                    |
| Khương Thượng | 0,43            | 15.727             | 36.574                    |
| Kim Liên      | 0,59            | 21.707             | 36.792                    |
| Láng Hạ       | 0,95            | 25.369             | 26.704                    |
| Láng Thượng   | 1,23            | 19.967             | 16.233                    |
| Nam Đồng      | 0,41            | 14.619             | 35.656                    |

| Tên                     | Diện tích (km²) | Dân số (người)2022 | Mật độ dân số (người/km²) |
| ----------------------- | --------------- | ------------------ | ------------------------- |
| Ô Chợ Dừa               | 1,14            | 34.354             | 30.135                    |
| Phương Liên – Trung Tự  | 0,61            | 19.844             | 32.531                    |
| Phương Mai              | 0,6             | 18.154             | 30.257                    |
| Quang Trung             | 0,42            | 14.489             | 34.498                    |
| Thịnh Quang             | 0,59            | 20.593             | 34.903                    |
| Thổ Quan                | 0,29            | 16.412             | 56.593                    |
| Trung Liệt              | 0,76            | 21.668             | 28.511                    |
| Văn Chương              | 0,33            | 16.619             | 50.361                    |
| Văn Miếu – Quốc Tử Giám | 0,48            | 17.203             | 35.840                    |

## Giao thông
- An Trạch
- Bích Câu
- Cát Linh
- Cầu Giấy
- Cầu Mới
- Chợ Khâm Thiên
- Chùa Bộc
- Chùa Láng
- Đặng Tiến Đông
- Đặng Trần Côn
- Đặng Văn Ngữ
- Đào Duy Anh
- Đê La Thành
- Đoàn Thị Điểm
- Đông Các
- Đông Tác
- Giải Phóng
- Giảng Võ
- Hàng Cháo
- Hào Nam
- Hồ Đắc Di
- Hồ Giám
- Hồ Văn Chương
- Hoàng Cầu
- Hoàng Ngọc Phách
- Hoàng Tích Trí
- Huỳnh Thúc Kháng
- Khâm Thiên
- Khương Thượng
- Kim Hoa
- La Thành
- Láng
- Láng Hạ
- Lê Duẩn
- Lương Định Của
- Lý Văn Phức
- Mai Anh Tuấn
- Nam Đồng
- Ngô Sĩ Liên
- Ngô Tất Tố
- Nguyễn Chí Thanh
- Nguyên Hồng
- Nguyễn Hy Quang
- Nguyễn Khuyến
- Nguyễn Lương Bằng
- Nguyễn Ngọc Doãn
- Nguyễn Như Đổ
- Nguyễn Phúc Lai
- Nguyễn Thái Học
- Nguyễn Trãi
- Nguyễn Văn Tuyết
- Ô Chợ Dừa
- Ô Đồng Lầm
- Phạm Ngọc Thạch
- Phan Phù Tiên
- Phan Văn Trị
- Pháo Đài Láng
- Phương Mai
- Quốc Tử Giám
- Tam Khương
- Tây Sơn
- Thái Hà
- Thái Thịnh
- Tôn Đức Thắng
- Tôn Thất Tùng
- Trần Hữu Tước
- Trần Quang Diệu
- Trần Quý Cáp
- Trịnh Hoài Đức
- Trúc Khê
- Trung Liệt
- Trung Phụng
- Trường Chinh
- Văn Miếu
- Vĩnh Hồ
- Võ Văn Dũng
- Vọng
- Vũ Ngọc Phan
- Vũ Thạnh
- Xã Đàn
- Y Miếu
- Yên Lãng

## Kinh tế – xã hội
Quận Đống Đa có diện tích 9,95 km², dân số năm 2017 là 420900 người, đông nhất trong số các quận, huyện, thị xã của Hà Nội . 
Quyết định phê duyệt Quy hoạch chi tiết quận Đống Đa Hà Nội, tỷ lệ 1/2000 (phần quy hoạch sử dụng đất và quy hoạch giao thông) do Ủy ban nhân dân thành phố Hà Nội ban hành.

### Giáo dục
Các trường đại học và học viện:
- Trường Đại học Công Đoàn
- Trường Đại học Luật Hà Nội

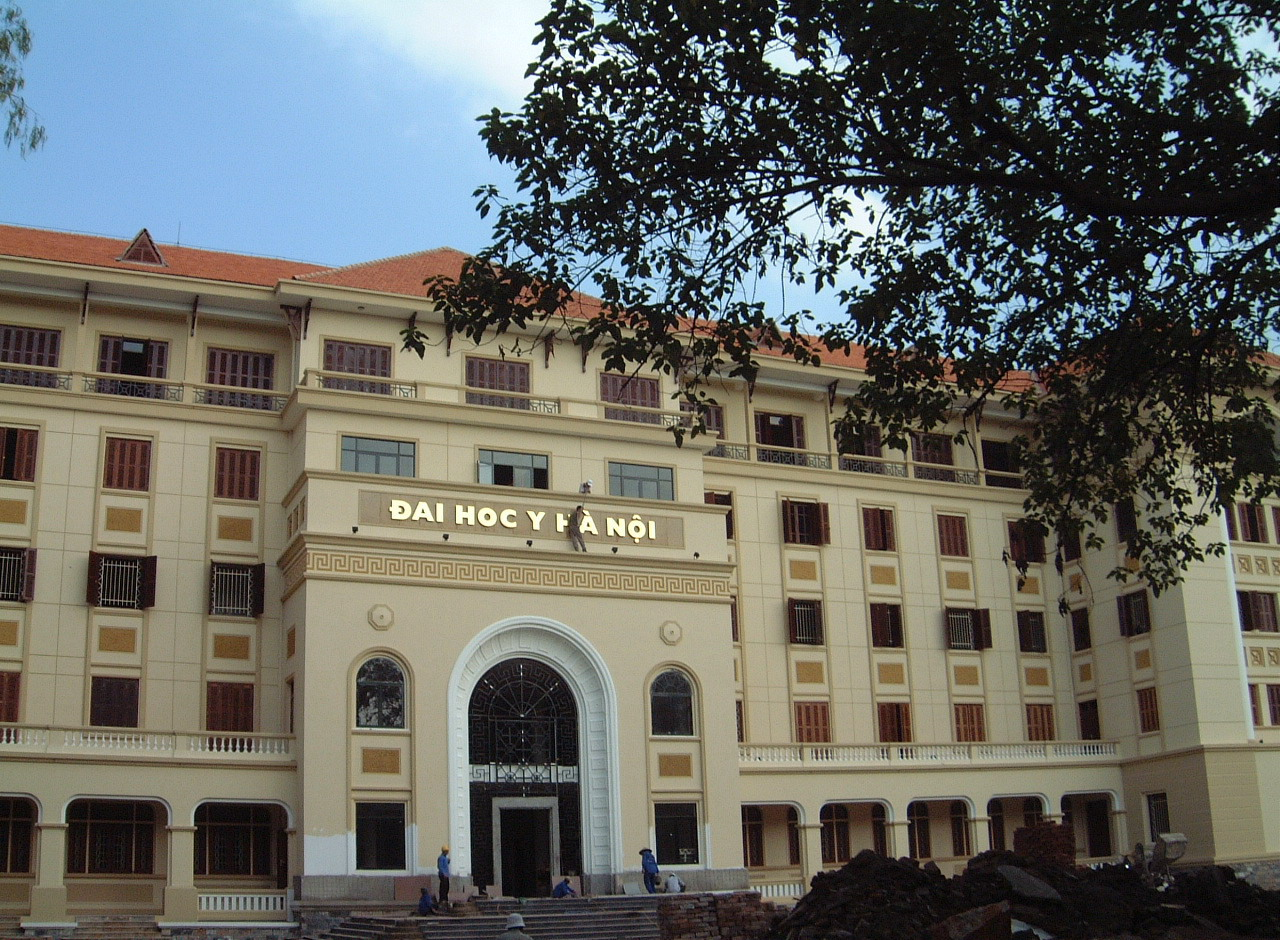
Đại học Y Hà Nội

- Trường Đại học Mỹ thuật Công nghiệp Hà Nội
- Trường Đại học Ngoại Thương
- Trường Đại học Thủy lợi
- Trường Đại học Văn hóa Hà Nội
- Trường Đại học Y Hà Nội

- Trường Đại học Văn hóa - Nghệ thuật Quân đội
- Học viện Thanh thiếu niên Việt Nam
- Học viện Ngoại giao Việt Nam
- Học viện Ngân hàng
- Học viện Âm nhạc Quốc gia Việt Nam
- Học viện Hành chính Quốc gia
- Trường Kinh tế Ngoại giao Việt Nam
- Học viện Phụ nữ Việt Nam

Các trường Trung học phổ thông:
- Trường THPT Đống Đa
- Trường THPT Hoàng Cầu
- Trường THPT Lê Quý Đôn
- Trường THPT Kim Liên
- Trường THPT Phan Huy Chú
- Trường THPT Quang Trung.

## Các địa điểm nổi tiếng
- Ga Hà Nội
- Văn Miếu – Quốc Tử Giám
- Gò Đống Đa
- Chùa Bộc
- Sân vận động Hàng Đẫy
- Chùa Láng
- Chùa Phúc Khánh
- Đình Kim Liên
- Bệnh viện Bạch Mai
- Bệnh viện Tai Mũi Họng Trung ương
- Bệnh viện Nhi Trung ương
- Bệnh viện Lão khoa Trung ương.
- Bệnh viện Da liễu Trung ương
- Nhà thờ Hàng Bột
- Nhà thờ Thái Hà

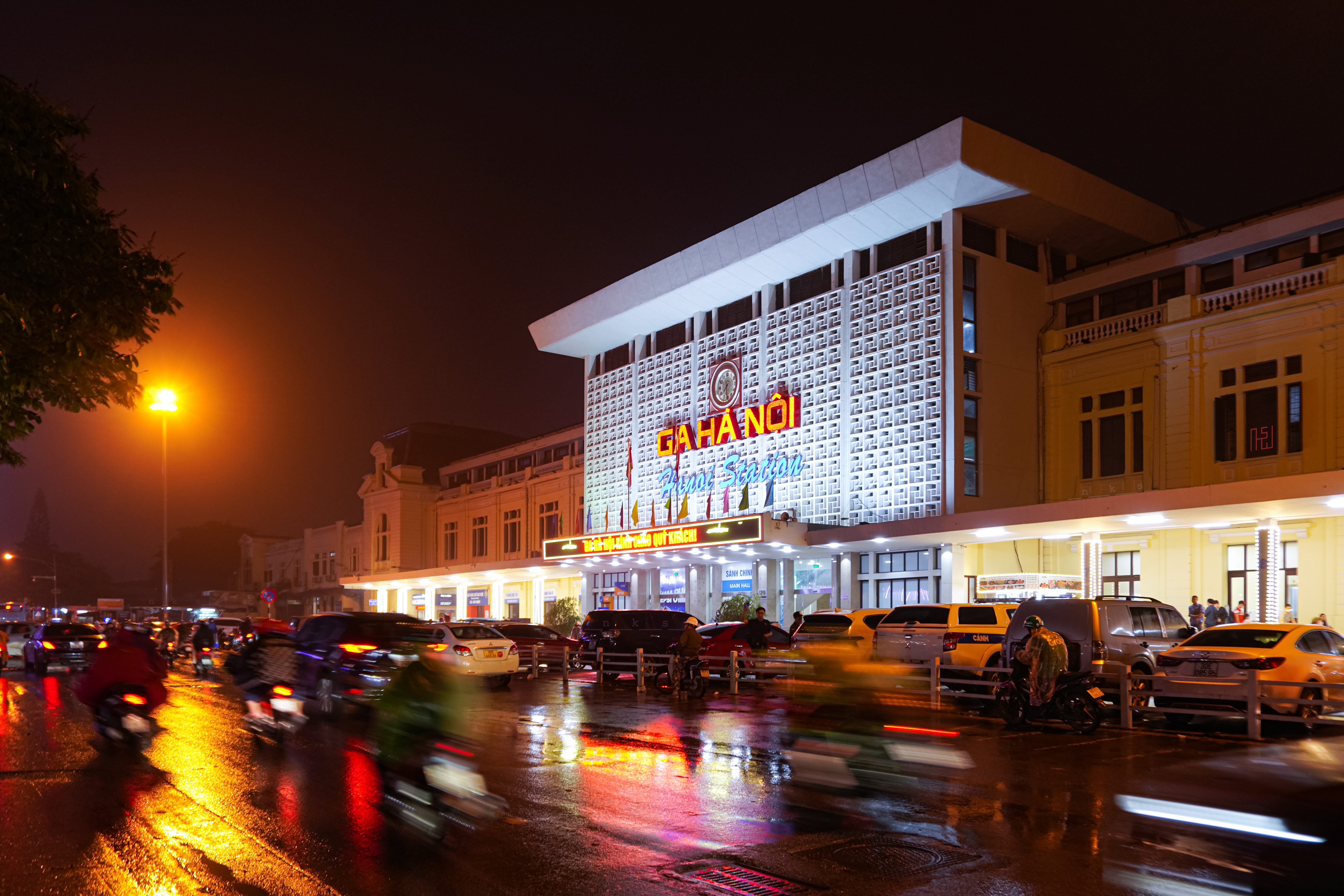
Ga Hà Nội

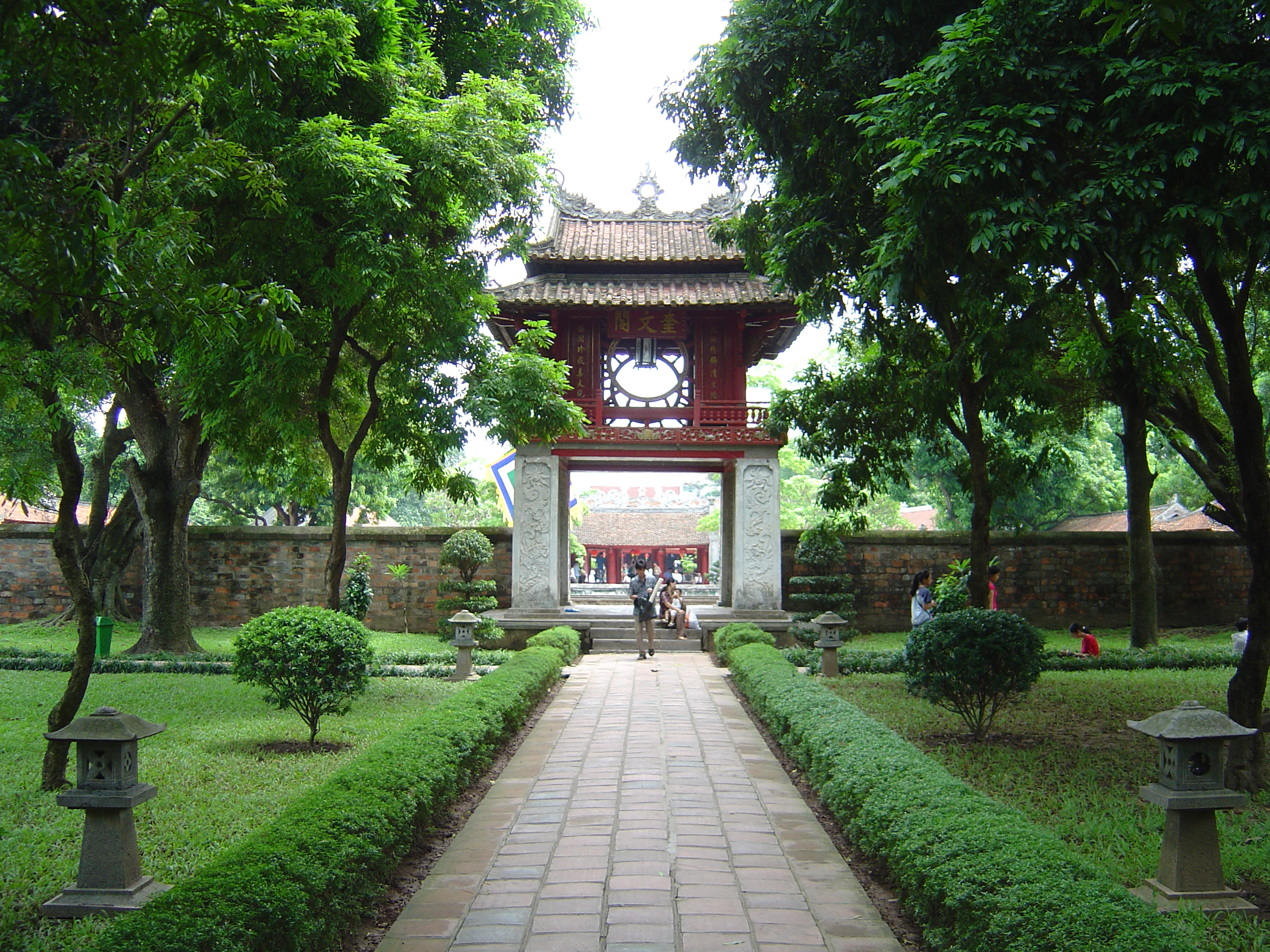
Khuê Văn Các

- Đài Phát thanh – Truyền hình Hà Nội
- Trung tâm Phát thanh - Truyền hình Quân đội
- Ngân hàng Nhà nước Việt Nam
- Đài tưởng niệm Khâm Thiên

## Di tích
Một số di tích văn hóa, lịch sử trên địa bàn quận Đống Đa là Văn Miếu - Quốc Tử Giám, di tích Đàn Xã tắc, di tích vòng thành Đại La, Chùa Bộc, gò Đống Đa và tượng đài vua Quang Trung, chùa Láng, đền Bích Câu, ga Hà Nội...
Trên địa bàn quận có gò Đống Đa, nơi được coi là mộ tập thể của các binh sĩ nhà Thanh Trung Quốc. Quận đặt theo tên chiến thắng trận Đống Đa của nghĩa quân Tây Sơn mùa xuân năm Kỷ Dậu (1789).

## Hạ tầng

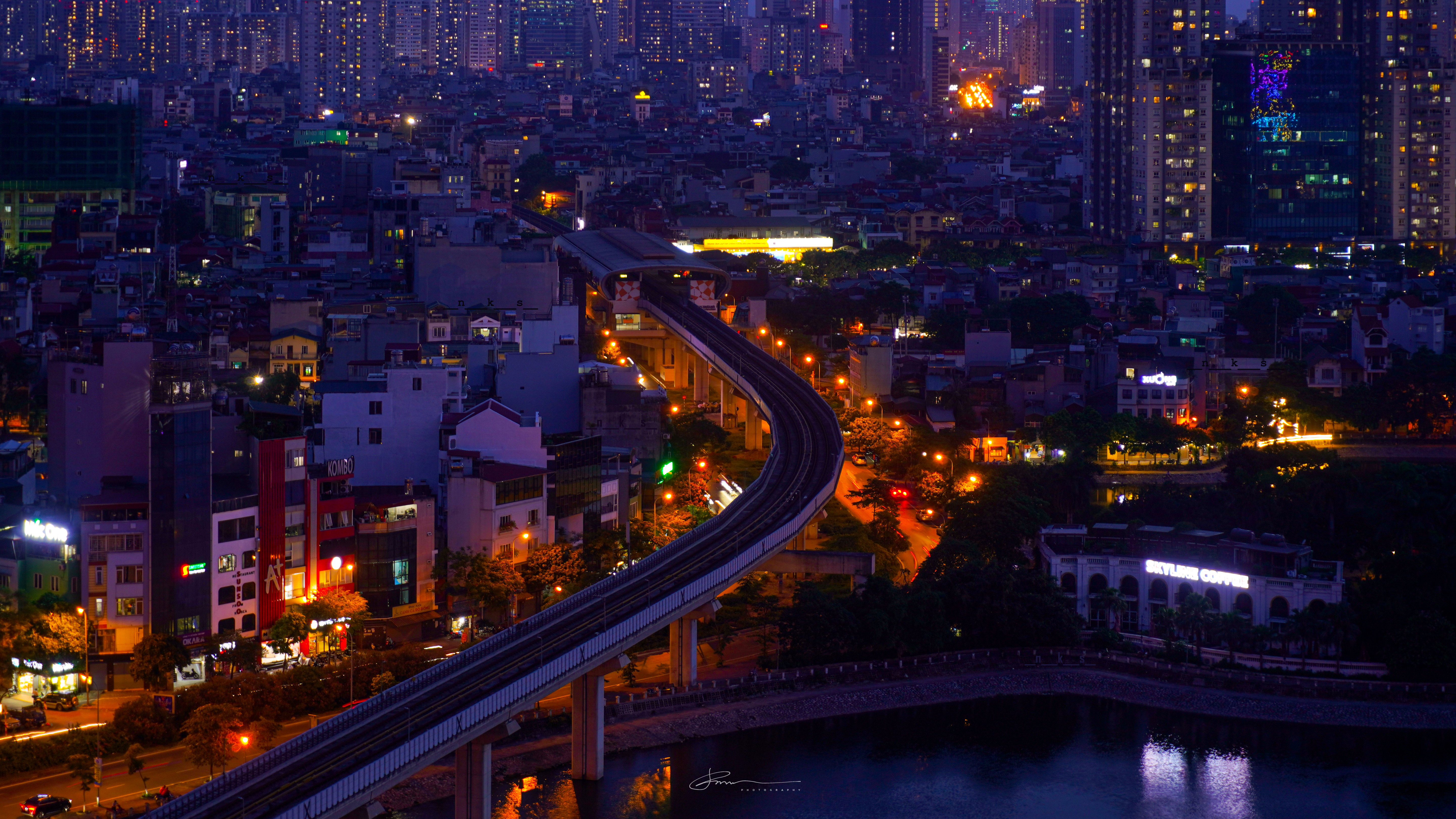
Đường sắt Cát Linh – Hà Đông đoạn vượt trên hồ Hoàng Cầu về đêm

Các phường phía nam của Đống Đa là những khu dân cư tập trung với những khu nhà chung cư được xây dựng sớm nhất của Hà Nội như Phương Mai, Kim Liên, Trung Tự, Khương Thượng, Nam Đồng, Nam Thành Công, Văn Chương.
Các dự án đường sắt đô thị đi qua địa bàn quận là các tuyến số 1 (Ngọc Hồi - Yên Viên), tuyến số 2 (Nội Bài - Thượng Đình), tuyến số 2A (Cát Linh - Hà Đông), tuyến số 3 (Trôi - Nhổn - Yên Sở), tuyến số 5 (Hồ Tây - An Khánh), trong đó tuyến số 3 đoạn Nhổn - Ga Hà Nội (một phần của tuyến Trôi - Nhổn - Yên Sở) hiện đang được thi công; tuyến số 2A chính thức vận hành vào quý IV-2021; tuyến số 1 và tuyến số 5 hiện đang được đầu tư xây dựng.

### Hệ thống đường sắt đô thị
■ Tuyến số 2A: Ga Cát Linh - Ga La Thành - Ga Thái Hà - Ga Láng → (Quận Thanh Xuân)
■ Tuyến số 3 (Đang xây dựng): (Quận Ba Đình) ← Ga Cát Linh - Ga Văn Miếu - Ga Hà Nội

### Hệ thống xe buýt

#### Điểm đầu cuối và trung chuyển:
- Cầu Giấy (07, 24, 55A, 55B, 105, 161)
- Hào Nam (90, 143, 146, E02)
- Bến xe Kim Mã (99, 107, BRT01)

#### Các tuyến xe buýt hoạt động:
| Tuyến xe buýt                                              | Ghi chú                                                    | Lộ trình trong khu vực quận Đống Đa |
| ---------------------------------------------------------- | ---------------------------------------------------------- | --- |
| BRT01(Bến xe Yên Nghĩa - Kim Mã)                           |                                                            | Chiều đi:... - Láng Hạ - Giảng Võ -... - Bến xe Kim Mã Chiều về: Bến xe Kim Mã - Giảng Võ - Láng Hạ -... |
| 01(Bến xe Gia Lâm - Bến xe Yên Nghĩa)                      |                                                            | Chiều đi:... - Lê Duẩn - Khâm Thiên - Nguyễn Lương Bằng - Tây Sơn - Nguyễn Trãi -... Chiều về:... - Nguyễn Trãi - Tây Sơn - Nguyễn Lương Bằng - Khâm Thiên -... |
| 02(Bác Cổ - Bến xe Yên Nghĩa)                              |                                                            | Chiều đi:... - Tôn Đức Thắng - Nguyễn Lương Bằng - Tây Sơn - Nguyễn Trãi -... Chiều về:... - Nguyễn Trãi - Tây Sơn - Nguyễn Lương Bằng - Tôn Đức Thắng - Nguyễn Thái Học -... |
| 03A(Bến xe Giáp Bát - Bến xe Gia Lâm)                      |                                                            | ... - Giải Phóng - Lê Duẩn -... |
| 08A(Long Biên - Đông Mỹ)                                   | Hoạt động Thứ 2 đến 18:00 Thứ 6 hàng tuần                  | ... - Trường Chinh -... |
| 08ACT(Long Biên - Đông Mỹ)                                 | Hoạt động 18:00 Thứ 6 đến Chủ nhật (tránh tuyến phố đi bộ) | ... - Trường Chinh -... |
| 08B(Long Biên - Vạn Phúc)                                  | Hoạt động Thứ 2 đến 18:00 Thứ 6 hàng tuần                  | ... - Giải Phóng - Lê Duẩn -... |
| 08BCT(Long Biên - Vạn Phúc)                                | Hoạt động 18:00 Thứ 6 đến Chủ nhật (tránh tuyến phố đi bộ) | ... - Giải Phóng - Lê Duẩn -... |
| 09B(Bờ Hồ - Bến xe Mỹ Đình)                                | Hoạt động Thứ 2 đến 18:00 Thứ 6 hàng tuần                  | Chiều đi:... - Lê Duẩn - Khâm Thiên - Nguyễn Lương Bằng - Tây Sơn - Thái Thịnh - Láng Hạ - Huỳnh Thúc Kháng - Nguyễn Chí Thanh - Chùa Láng - Láng -... Chiều về:... - Láng - Chùa Láng - Nguyễn Chí Thanh - Huỳnh Thúc Kháng - Láng Hạ - Láng - Yên Lãng - Thái Thịnh - Tây Sơn - Nguyễn Lương Bằng - Khâm Thiên - Lê Duẩn -...                                                |
| 09BCT(Trần Khánh Dư - Bến xe Mỹ Đình)                      | Hoạt động 18:00 Thứ 6 đến Chủ nhật (tránh tuyến phố đi bộ) | Chiều đi:... - Lê Duẩn - Khâm Thiên - Nguyễn Lương Bằng - Tây Sơn - Thái Thịnh - Láng Hạ - Huỳnh Thúc Kháng - Nguyễn Chí Thanh - Chùa Láng - Láng -... Chiều về:... - Láng - Chùa Láng - Nguyễn Chí Thanh - Huỳnh Thúc Kháng - Láng Hạ - Láng - Yên Lãng - Thái Thịnh - Tây Sơn - Nguyễn Lương Bằng - Khâm Thiên - Lê Duẩn -...                                                |
| 11(Công viên Thống Nhất - Học viện Nông nghiệp Việt Nam)   | Hoạt động Thứ 2 đến 18:00 Thứ 6 hàng tuần                  | ... - Lê Duẩn -... |
| 11CT(Công viên Thống Nhất - Học viện Nông nghiệp Việt Nam) | Hoạt động 18:00 Thứ 6 đến Chủ nhật (tránh tuyến phố đi bộ) | ... - Lê Duẩn -... |
| 12 Công viên Nghĩa Đô - Khánh Hà (Thường Tín)              |                                                            | ... - Nguyễn Chí Thanh - Huỳnh Thúc Kháng - Thái Hà - Chùa Bộc - Tôn Thất Tùng -... |
| 16(Bến xe Mỹ Đình - Bến xe Nước Ngầm)                      |                                                            | ... - Láng - Trường Chinh - Giải Phóng -... |
| 19(Trần Khánh Dư - Học viện Chính sách và Phát triển)      |                                                            | ... - Trường Chinh - Nguyễn Trãi -... |
| 21A(Bến xe Giáp Bát - Bến xe Yên Nghĩa)                    |                                                            | Chiều đi:... - Giải Phóng - Xã Đàn - Phạm Ngọc Thạch - Chùa Bộc - Tây Sơn - Nguyễn Trãi -... Chiều về:... - Nguyễn Trãi - Tây Sơn - Chùa Bộc - Phạm Ngọc Thạch - Đào Duy Anh - Xã Đàn - Giải Phóng -... |
| 21B(Duyên Thái - Bến xe Mỹ Đình)                           |                                                            | Chiều đi:... - Giải Phóng - Xã Đàn - Phạm Ngọc Thạch - Chùa Bộc - Tây Sơn - Nguyễn Trãi -... Chiều về:... - Nguyễn Trãi - Tây Sơn - Chùa Bộc - Phạm Ngọc Thạch - Đào Duy Anh - Xã Đàn - Giải Phóng -... |
| 22A(Bến xe Gia Lâm - KĐT Trung Văn )                       |                                                            | ... - Giảng Võ -...- Nguyễn Chí Thanh -... |
| 23(Nguyễn Công Trứ - Nguyễn Công Trứ)                      |                                                            | Chiều đi:... - Giải Phóng - Phương Mai - Lương Định Của - Đông Tác - Chùa Bộc - Tây Sơn - Đặng Tiến Đông - Trần Quang Diệu - Hoàng Cầu - La Thành - Giảng Võ -... Chiều về:... - Giảng Võ - La Thành - Hoàng Cầu - Trần Quang Diệu - Đặng Tiến Đông - Tây Sơn - Chùa Bộc - Đông Tác - Lương Định Của - Phương Mai - Giải Phóng -...                                            |
| 24(Long Biên - Cầu Giấy)                                   |                                                            | ... - Trường Chinh - Láng - ĐTC Cầu Giấy |
| 25(Bến xe Giáp Bát - Bệnh viện Bệnh nhiệt đới TƯ cơ sở 2)  |                                                            | ... - Giảng Võ - Hào Nam - Ô Chợ Dừa - Xã Đàn - Giải Phóng -... |
| 26(Mai Động - SVĐ Quốc gia Mỹ Đình)                        |                                                            | ... - Giải Phóng - Xã Đàn - Phạm Ngọc Thạch - Chùa Bộc - Thái Hà - Huỳnh Thúc Kháng - Nguyễn Chí Thanh - La Thành - ĐTC Cầu Giấy -... |
| 27(Bến xe Yên Nghĩa - Bến xe Nam Thăng Long)               |                                                            | ... - Nguyễn Trãi - Láng - Nguyễn Chí Thanh - Huỳnh Thúc Kháng - ĐTC Cầu Giấy -... |
| 28(Bến xe Nước Ngầm - Đại học Mỏ)                          |                                                            | ... Giải Phóng - Xã Đàn - Ô Chợ Dừa - Hoàng Cầu - La Thành -...- Nguyễn Chí Thanh - Chùa Láng - Đường Láng - ĐTC Cầu Giấy -... |
| 30(KĐT Gamuda - Bến xe Mỹ Đình)                            |                                                            | ... - Lê Duẩn - Khâm Thiên - Ô Chợ Dừa - Hoàng Cầu - Thái Hà - Láng Hạ -... |
| 32(Bến xe Giáp Bát - Nhổn)                                 |                                                            | ... - Giải Phóng - Lê Duẩn -...- ĐTC Cầu Giấy -... |
| 34(Bến xe Mỹ Đình - Trung tâm hành chính huyện Gia Lâm)    |                                                            | Chiều đi:...-...- ĐCT Cầu Giấy - Kim Mã - Nguyễn Thái Học -... Chiều về:...- Kim Mã -...- ĐTC Cầu Giấy - -... |
| 35A(Trần Khánh Dư - Bến xe Nam Thăng Long)                 |                                                            | ... - Xã Đàn - Phạm Ngọc Thạch - Chùa Bộc - Thái Hà - Huỳnh Thúc Kháng - Nguyễn Chí Thanh -... |
| 38(Nam Thăng Long - Mai Động)                              |                                                            | Chiều đi:... - Nguyễn Thái Học - Lê Duẩn -... Chiều về:... - Nguyễn Khuyến - Văn Miếu - Quốc Tử Giám - Cát Linh - Trịnh Hoài Đức -...- Giảng Võ -...- Nguyễn Chí Thanh - Chùa Láng - Đường Láng - ĐTC Cầu Giấy -... |
| 40(Công viên Thống Nhất - Văn Lâm (Hưng Yên))              | Hoạt động Thứ 2 đến 18:00 Thứ 6 hàng tuần                  | ... - Lê Duẩn -... |
| 40CT(Công viên Thống Nhất - Văn Lâm (Hưng Yên))            | Hoạt động 18:00 Thứ 6 đến Chủ nhật (tránh tuyến phố đi bộ) | ... - Lê Duẩn -... |
| 41(Nam Thăng Long - Bến xe Giáp Bát)                       |                                                            | ... - Tôn Đức Thắng - Khâm Thiên - Lê Duẩn - Giải Phóng -... |
| 49(Trần Khánh Dư - Nhổn)                                   |                                                            | ... - Lê Duẩn - Khâm Thiên - Ô Chợ Dừa - Hoàng Cầu - La Thành - ĐTC Cầu Giấy -... |
| 50(Long Biên - KĐT An Lạc)                                 |                                                            | Chiều đi:... - Giảng Võ -... - Nguyễn Chí Thanh -... Chiều về:... - Nguyễn Chí Thanh -... - Giảng Võ -... - Nguyễn Thái Học -... |
| 51(Bến xe Gia Lâm - Trần Vỹ)                               |                                                            | ... - Xã Đàn - Phạm Ngọc Thạch - Chùa Bộc - Tây Sơn - Thái Thịnh - Yên Lãng - Láng -... |
| 68(Hà Đông - Sân bay Nội Bài)                              |                                                            | ... - Nguyễn Trãi - Láng - ĐTC Cầu Giấy... |
| 84(Cầu Diễn - KĐT Linh Đàm)                                |                                                            | ... - Láng - Yên Lãng - Thái Hà - Tây Sơn - Trường Chinh -... |
| 90(Hào Nam - Sân bay Nội Bài)                              |                                                            | Hào Nam (Ga Cát Linh) - Hào Nam - Giảng Võ -... |
| 99(Kim Mã - Ngũ Hiệp)                                      |                                                            | Chiều đi: Bến xe Kim Mã - Giảng Võ - Hào Nam - Hoàng Cầu - Ô Chợ Dừa - Xã Đàn - Nam Đồng - Đặng Văn Ngữ - Phạm Ngọc Thạch - Đông Tác - Lương Định Của - Phương Mai - Giải Phóng - Trường Chinh -... Chiều về:... - Vọng - Giải Phóng - Phương Mai - Lương Định Của - Phạm Ngọc Thạch - Đặng Văn Ngữ - Nam Đồng - Xã Đàn - Ô Chợ Dừa - Hoàng Cầu - Hào Nam -... - Bến xe Kim Mã |
| 104(Mỹ Đình - Nước Ngầm)                                   |                                                            | ... - Nguyễn Trãi -... |
| 107(Kim Mã - Làng VHCDT Việt Nam)                          |                                                            | Bến xe Kim Mã - Giảng Võ -... - Nguyễn Chí Thanh -... |
| 142(Nam Thăng Long - Vincom Long Biên)                     |                                                            | ... - Giảng Võ - Hào Nam - Hoàng Cầu - Ô Chợ Dùa - Xã Đàn -... |
| 143(Hào Nam - Thị trấn Đông Anh)                           |                                                            | Hào Nam -... - Nguyễn Thái Học -... |
| 144(Đại học Mỏ - Trần Khánh Dư)                            |                                                            | ... - Giảng Võ - Hào Nam - Hoàng Cầu - Yên Lãng - Thái Thịnh - Tây Sơn - Chùa Bộc - Phạm Ngọc Thạch - Xã Đàn -... |
| 146(Hào Nam - Khu liên cơ quan Sở ngành Hà Nội - Hào Nam)  |                                                            | Hào Nam - Hoàng Cầu - Ô Chợ Dừa - Xã Đàn - Giải Phóng -... |
| 159(BV Nhiệt đới TW CS2 - Times City)                      |                                                            | ... - Nguyễn Thái Học - Lê Duẩn -... |
| 161(Cầu Giấy - Tam Hiệp)                                   |                                                            | Bãi đỗ xe Cầu Giấy - Cầu Giấy (đường dưới) - ĐTC Cầu Giấy - Huỳnh Thúc Kháng - Nguyễn Chí Thanh - Đường Láng - Nguyễn Trãi -... |
| E01(Bến xe Mỹ Đình - Vinhomes Ocean Park)                  |                                                            | ... - Nguyễn Trãi - Trường Chinh -... |
| E02(Hào Nam - Vinhomes Ocean Park)                         |                                                            | Hào Nam (Ga Cát Linh) -... - Nguyễn Thái Học -... |
| E03(Cầu Diễn - Vinhomes Ocean Park)                        |                                                            | ... - Nguyễn Chí Thanh - Huỳnh Thúc Kháng - Thái Hà - Chùa Bộc - Phạm Ngọc Thạch - Xã Đàn -... |
| E04(Vinhomes Smart City - Vincom Long Biên)                |                                                            | ... - Nguyễn Trãi - Trường Chinh -... |
| E07(Long Biên - Cửa Nam - Vinhomes Smart City)             |                                                            | ... - Nguyễn Chí Thanh -... |
| E08(Khu liên cơ quan Sở ngành Hà Nội - Times City)         |                                                            | ... - Tôn Đức Thắng - Xã Đàn - Đào Duy Anh - Giải Phóng - Trường Chinh -... |
| E09(Vinhomes Smart City - Công viên nước Hồ Tây)           |                                                            | Chiều đi: ... - Nguyễn Trãi - Tây Sơn - Nguyễn Lương Bằng - Tôn Đức Thắng - Nguyễn Thái Học -... Chiều về:... - Tôn Đức Thắng - Nguyễn Lương Bằng - Tây Sơn - Nguyễn Trãi -... |